# Ungdomssvin
 Der er for få eller ingen kildehenvisninger i denne artikel, hvilket er et problem. Du kan hjælpe ved at angive troværdige kilder til de påstande, som fremføres i artiklen.

Ungdomssvin er en ungdomsserie som endnu ikke har en fastlagt premieredato, men vil blive vist på TV2 Zulu.

## Medvirkende
- Casper Christensen
- Marco Ilsø